# Simulium quadrifila
Simulium quadrifila es una especie de insecto del género Simulium, familia Simuliidae, orden Diptera.
Fue descrita científicamente por Grenier, Faure & Laurent, 1957.